# Stängselåsens församling
Stängselåsens församling (finska: Salpausselän seurakunta) är en evangelisk-luthersk församling i Lahtis i det finländska landskapet Päijänne-Tavastland. Församlingen grundades 1961 och den är den fjärde största församling i Lahtis. Stängselåsens församling tillhör Lahtis kyrkliga samfällighet och S:t Michels stift. Sari Kuirinlahti har fungerat som församlingens kyrkoherde sedan 2017. 

Stängselåsens församlings läge i Finland.

Församlingens verksamhet sker i huvudsakligen på finska och dess huvudkyrka är Stängselåsens kyrka. År 2022 hade församlingen 10 533 medlemmar.